# 田村町御代田
田村町御代田（たむらまち みよだ）は、福島県郡山市の大字である。郵便番号は963-1164。

## 地理
郡山市南東部の田村地区に属する。北西で安積町笹川、北で田村町徳定、北東で田村町金屋、田村町大善寺、東で田村町正直、南東で田村町山中、田村町大供（飛地）、南で須賀川市江持、南西で須賀川市滑川とそれぞれ隣接する。概ね町村制施行以前の田村郡御代田村の流れを汲む地域である。一級水系阿武隈川右岸部を範囲とし、中央部の丘陵地を挟み南北に平地が広がる。北側では東西に横断する福島県道110号田村安積線に沿い市街地が広がり、その北側、および域内南部の平地に水田が広がる。田村町大善寺に所在する郡山警察署田村駐在所及び田村町岩作に所在する郡山消防署田村分署がそれぞれ管轄にあたる。

### 主な字
字
- 川前
- 薬師堂寺
- 御熊野
- 徳定前
- 石仏
- 中町後
- 遠北
- 宿後

- 六斗蒔田
- 六地蔵
- 雀宮
- 綿掛場
- 上江
- 三水神
- 守山道
- 新屋敷

- 中町
- 内手
- 古町
- 北町
- 舘
- 外城
- 田町
- 後町

- 淵の上
- 大極田
- 関田
- 権現作田
- 陣日向
- 中平
- 月夜田
- 中林

- 朝日町
- 平和町
- 若葉町
- 末広町

### 河川
一級水系阿武隈川水系
- 阿武隈川
  - 徳定川
- 原池
- 大段ノ池
- 上の池

## 歴史
- 1879年1月27日 - 守山藩領御代田村が福島県内における郡区町村制の施行により田村郡の村となる。
- 1889年4月1日 - 町村制の施行により御代田村が金沢村、岩作村、守山村、山中村、徳定村、正直村、大善寺村、細田村、大供村と合併し田村郡守山村が発足する。旧御代田村域は守山村の大字となる。
- 1908年3月13日 - 守山村が町制施行し守山町となり、守山町の大字となる。
- 1955年1月1日 - 守山町が谷田川村と高瀬村の一部と合併し田村町が発足し、田村町の大字となる。
- 1965年5月1日 - 田村町が郡山市、安積郡富久山町、日和田町、熱海町、安積町、喜久田村、逢瀬村、片平村、三穂田村、湖南村と合併し新たな郡山市が設立され、郡山市の大字となる。

## 世帯数と人口
2024年1月1日現在の世帯数と人口は以下の通りである。
| 大字         | 世帯数  | 人口  |
| ------------ | ------- | ----- |
| 田村町御代田 | 304世帯 | 779人 |

## 小・中学校の学区
市立小・中学校に通う場合、学区は以下の通りとなる。
| 番地 | 小学校               | 中学校             |
| ---- | -------------------- | ------------------ |
| 全域 | 郡山市立御代田小学校 | 郡山市立守山中学校 |

## 交通

### 鉄道
- JR
  - 東北新幹線（北西端をかすめる）
  - 水郡線

### 道路
- 福島県道110号田村安積線
  - 御代田橋

## 施設
- 郡山市立御代田小学校
- 郡山市御代田保育所
- 御代田集会所
- 甚日寺
- 高安寺
- 菅布禰神社